# Shokugosen Wakashū
Shokugosen Wakashū (続後撰和歌集?, Continuazione della nuova collezione imperiale) è la decima Chokusen wakashū (勅撰和歌集?, Antologia imperiale) giapponese di waka e la seconda delle Jūsandaishū. Commissionata dall'imperatore emerito Go-Saga e compilata da Fujiwara no Tameie. La raccolta è composta da 20 volumi e contiene 1368 poesie.

## Realizzazione
Il 25 luglio 1248 (Hōji 2), per ordine dell'imperatore Go-Saga, Fujiwara no Tameie, figlio di Fujiwara no Teika, iniziò a selezionare le poesie. Fu presentata il 27 ottobre 1251 (Kenchō 3), tre anni dopo essere stata commissionata. È suddivisa in: Primavera (superiore, medio e inferiore), Estate, Autunno (superiore, medio e inferiore), Inverno, Divinità, Shakkyō, Amore (1-5), Varie (superiore, medio e inferiore), Viaggio e Ka. Tra i poeti principali figurano Fujiwara no Teika (43 poesie), Saionji Saneuji (35), Fujiwara no Shunzei (29), Kujō Yoshitsune (28) e l'imperatore Go-Toba (27).
Sebbene il suo stile di poesia eredi quello dello Shinchokusen Wakashū, selezionata da Teika, padre di Tameie, è stato anche descritto come piatto e letargico.